# Sinotibetische Divinationskalkulationen
Die Sinotibetischen Divinationskalkulationen (tibetisch: nag rtsis) waren die wichtigste Wahrsagemethode Tibets, die insbesondere bei Hochzeit, Tod, Krankheit, Geburt und für die jährliche Zukunftsvorhersage von herausragender Bedeutung war. Im Folgenden werden sie Nag-rtsis genannt, sie sind eine Teildisziplin der Tibetischen Kalkulationswissenschaften (tibetisch: rtsis).
Die Nag-rtsis beruhte auf der Fünf-Elemente-Lehre chinesischen Ursprungs, deren Grundlage harmonische oder antagonistische Relationen zwischen den fünf Elementen Feuer, Wasser, Holz, Erde und Eisen bilden, aus denen sich Zeit und Raum zusammensetzt.
Die Divinationskunde Nag-rtsis ist zu unterscheiden von der tibetischen Astrologie. Diese stellt eine weitere Disziplin innerhalb der tibetischen Kalkulationswissenschaften dar und stammt aus Indien.
Die Lehren der Nag-rtsis kamen in der Zeit der Yar-lung Dynastie (7. – 9. Jahrhundert n. Chr.) aus China nach Tibet, erhielten in Tibet eine eigenständige Fortentwicklung und entfalteten ihre volle Bedeutung im 17. Jahrhundert unter dem 5. Dalai Lama und seinem Regenten Sanggye Gyatsho.

## Begriffsbestimmung
Der Begriff Nag-rtsis wurde früher von westlichen Tibetforschern häufig als „Schwarzes Rechnen“ übersetzt und mit dem Gegenbegriff dKar-rtsis  „Weißes Rechnen“ in Verbindung gebracht. Damit wurde der Eindruck vermittelt, dass Nag-rtsis dem Bereich der schwarzen Magie zuzuordnen war, während "weißes Rechnen" dem Buddhismus zugeordnet wurde.
Tatsächlich aber ist der Begriff Nag-rtsis eine Abkürzung für rGya-nag gi rtsis „chinesische Kalkulation(swissenschaft)“. Die Nag-rtsis sollte in der Regel streng von der rGya-rtsis genannten chinesischen Astronomie und Astrologie unterschieden werden, die in Tibet auch bekannt war.
dKar-rtsis "weißes Rechnen" jedoch war eine Fehlschreibung für sKar-rtsis „Berechnung der Stern(ort)e“, womit die tibetische Astronomie bezeichnet wurde.
Die Nag-rtsis genannte Wissenschaft wird auch als „Kalkulation der Elemente“ ('byung-rtsis) bezeichnet.

## Grundlagen
Nach der Nag-rtsis setzen sich Zeit und Raum, die immer als „Zeit im Leben einer Person“ bzw. als „auf Personen bezogener Raum“ verstanden werden, aus den in der Einleitung genannten fünf Elementen zusammen.
Als Folge hiervon wird allen Komponenten der Zeit, die im tibetischen Kalender verzeichnet sind, also dem Jahr, dem Monat, dem  Tag und der Tageszeit und den Komponenten des Raumes (Himmelsrichtungen) eines oder mehrere Elemente zugeordnet. Das Gleiche gilt für Himmelsphänomene, wie Planeten und Mondhäusern, und für weitere spezielle, aus chinesischem Gedankengut stammende, das Leben bestimmende Kräfte, wie z. B. die neun Zahlen des magischen Quadrats (sme-ba dgu) und die acht Triagramme (tib.: spar-kha, chin.: bagua).
Dabei wird davon ausgegangen, dass der Verlauf des Lebens eines Menschen von bestimmten Grundaspekten bzw. Grundlebensinteressen bestimmt ist. Diese sind:
1. „Materieller Wohlstand“ bzw. Prosperität (dbang-thang) einer Person.
Dies betrifft Lebensinteressen, die man beispielhaft durch folgende Fragen erläutern kann:
  - Wird der Viehbestand sich vermehren oder werden die Vierherden durch Seuchen hinweggerafft?
  - Können Handelsgeschäfte erfolgreich durchgeführt werden?
  - Wird jemand viele Kinder haben?
  - Wird mein Wohnhaus durch Erdbeben oder Überschwemmungen zerstört?
2. „Gesundheit“ oder körperlicher Zustand (lus).
Dies betrifft Lebensinteressen, die man beispielhaft durch folgende Fragen erläutern kann:
  - Ist der Gesundheitszustand generell gut?
  - Wird man erkranken?
3. Lebensdauer, Lebenskraft (srog).
Dies betrifft Lebensinteressen, die man beispielhaft durch folgende Fragen erläutern kann:
  - Wie groß ist die Lebenserwartung?
  - Kann plötzlicher Tod eintreffen?
4. Glück oder Unglück (klung-rta).
Dies betrifft Lebensinteressen, die man beispielhaft durch folgende Frage erläutern kann:
  - Werden die Unternehmungen (Krieg, Handelsgeschäft, Glücksspiele) einen glücklichen Ausgang nehmen?

Die fünf Elemente Feuer, Wasser, Holz, Erde und Eisen besitzen untereinander positive, neutrale oder negative Verhältnisse bzw. Relationen. Diese Relationen werden als Mutter- (ma), Sohn- (bu), Feind (dgra), Freund- (grogs) und Selbst-Relation bezeichnet. Zum Beispiel ist das Element Wasser der „Feind“ des Elements „Feuers“. Hier besteht eine Relation, die gewisse negative Auswirkungen in Bezug auf das Element „Feuer“ hat, falls es auf das Element „Wasser“ trifft. Umgekehrt ist das Element „Feuer“ der „Freund“ des Elements „Wasser“. Hier besteht eine Relation, die gewisse positive Auswirkungen in Bezug auf das Element „Wasser“ hat, falls es auf das Element „Feuer“ trifft. Die Selbst-Relation trifft ein, wenn ein Element auf sich selbst trifft. Die Kalkulation solcher Relationen, ihre Auswertung und prognostische Interpretation bildet den Kern der Nag-rtsis.

### Einfaches Beispiel
Ist jemand im Jahre 1942 geboren so entspricht dieses Jahr nach dem Sechzig-Jahres-Zyklus der Nag-rtsis dem Erde-Pferd-Jahr. Für die Elemente die, die einer Person mit diesem Jahrgang zugeordnet sind, errechnet man folgendes:
1. Materieller Wohlstand: Erde
2. Gesundheit: Feuer
3. Lebenskraft: Feuer
4. Glück oder Unglück: Eisen

Entsprechend errechnet man die Elemente für den Monat, den Tag und die Tageszeit der Geburt. Dies sind dann bestimmende Faktoren, die einen Menschen das ganze Leben begleiten.
Erreicht nun diese Person das sechste Lebensjahr, so ist dies nach dem Sechzig-Jahres-Zyklus das Wasser-Schwein Jahr. Für dieses errechnet man folgende Elemente.
1. Materieller Wohlstand: Wasser
2. Gesundheit: Wasser
3. Lebenskraft: Wasser
4. Glück oder Unglück: Feuer

Diese Elemente des laufenden Jahres setzt man nun zu den entsprechenden Elementen des Geburtsjahres in Beziehung, was folgendes ergibt:
1. Materieller Wohlstand: Wasser steht in der Relation "Freund" zu Erde
2. Gesundheit: Wasser steht in der Relation "Feind" zu Feuer
3. Lebenskraft: Wasser steht in der Relation "Feind" zu Feuer
4. Glück oder Unglück: Feuer steht in der Relation "Feind" zu Eisen

Entsprechend einem vorgegebenen Schlüssel platziert der Divinationsmeister nun in einer Reihe vor sich auf ein Tuch schwarze und weiße Steine. Z. B. legt er für die Relation „Feind“ zwei schwarze Steine nieder. Im vorstehenden Fall ergibt dies eine Steinreihe, die aus sechs schwarzen Steinen und zwei weißen Steinen besteht.
Der Divinationsmeister zieht nun weitere Texte, „Erklärung der Früchte“ genannt, zu Rate, die erklären, was dies für den Verlauf des sechsten Lebensjahres bedeutet und welche Rituale durchzuführen sind, um vorhergesagtes Unglück zu vermeiden.

## Geschichte der Nag-rtsis

### Ursprung der Nag-rtsis

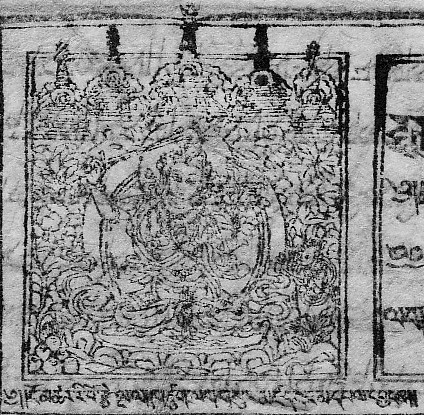
Mañjuśrī als Lehrer der Nag-rtsis auf dem Wutai Shan

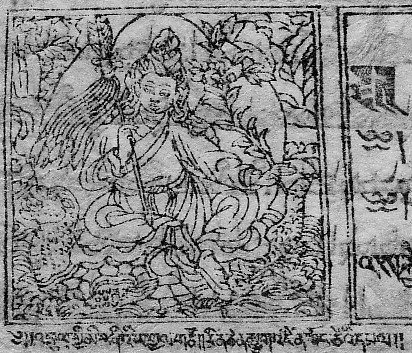
Konfuzius als Zuhörer der Nag-rtsis-Lehren auf dem Wutai Shan

Nach der tibetischen Geschichtsschreibung hat die Nag-rtsis, wie fast alle wichtigen tibetischen Wissenschaften, einen transzendenten Ursprung.
Die Nag-rtsis wurde von dem Bodhisattva Mañjuśrī auf dem Wutai Shan einem Kreis göttlicher Zuhörer übermittelt, der aus dem vier Gesichter habenden indischen Gott Brahma, dem König der Schlangengeister (Nāga), der Göttin Vijayā und einem mythischen Brahmanen mit dem Namen Ser-skya bestand.
Zu der Gruppe dieser Zuhörer gesellten sich die vier sogenannten Magier ('phrul-mi bzhi), zu denen neben den mythischen chinesischen Kaisern Vangthe (tib.: vang the, chin.: Huangdi), Jinong (tib.: ji nong, chin.: Shennong) und Jikong (tib.: ji kong, chin.: Ji Gongsheng 姬宮湦) der westlichen Zhou-Dynastie auch Konfuzius (tib.: kong  tse) gehörte.
Letztendlich wurde diese Zuhörerschaft durch vier menschliche Personen ergänzt, die die Nag-rtsis-Lehren zur Übermittlung an die Menschen in Empfang nahmen.

### Geschichte der Überlieferung nach Tibet

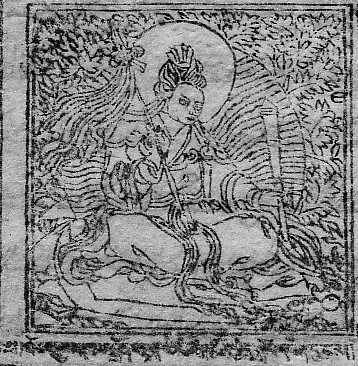
Der große chinesische Nag-rtsis-Meister Duhar Nagpo

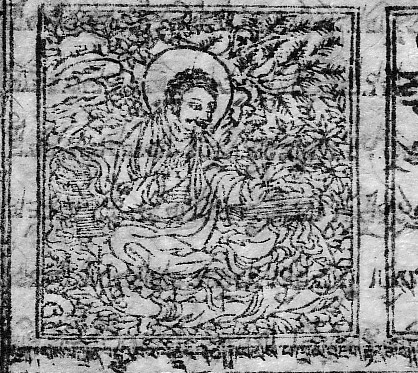
Khampa Thramo, der bedeutendste tibetische Übersetzer von Nag-rtsis-Werken

Die Darstellung der Geschichte der Nag-rtsis kennt drei Zeitabschnitte der Übersetzung chinesischer Werke ins Tibetische: Frühe Übersetzungsperiode (snga-'gyur), mittlere Übersetzungsperiode (bar-'gyur) und späte Übersetzungsperiode (phyi-'gyur).
Davon fallen die ersten beiden Perioden in die tibetische Königszeit (7. – 9. Jahrhundert n. Chr.). Die herausragende Persönlichkeit in diesen beiden Übersetzungsperioden war ein chinesischer Gelehrter, der in den Quellen als Duhar Nagpo (tib.: du har nag po ) (8. Jahrhundert) erwähnt wird. Sein berühmtestes Werk, Rin-chen gsal-sgron („Kostbare klare Leuchte“), ist leider bis heute nicht aufgetaucht.
Die Werke der ersten beiden Übersetzungsperioden, von denen uns viele Werktitel dem Namen nach überliefert sind, gingen offenbar weitgehend in den politischen Wirren des ausgehenden 9. und des 10. Jahrhunderts n. Chr. verloren.
Die letzte Periode der Übersetzung von Nag-rtsis-Werken, die analog zu der Übersetzung buddhistischer Werke aus dem Sanskrit auch späte Übersetzungsperiode (phyi-'gyur) genannt wurde, setzt mit dem ausgehenden 10. und dem 11. Jahrhundert n. Chr. ein. Ihr führender Vertreter war der Tibeter Khampa Thramo (tib.: khams pa khra mo), der ein großes Sammelwerk von Übersetzungen aus dem Chinesischen unter dem Titel Yang-'gyur gsal-sgron („Erneut übersetzte klare Leuchte“) vorlegte. Dieses Werk enthielt neben zahlreichen Texte, die der Offenbarung des Mañjuśrī zugeschrieben wurden, auch viele Schriften, die Duhar Nagpo verfasst haben soll. Auch dieses Sammelwerk ist bis heute nicht zugänglich geworden.

### Weiterentwicklung in Tibet

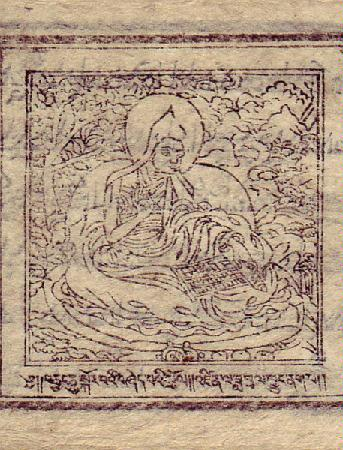
Der tibetische Nag-rtsis-Meister Khyungnag

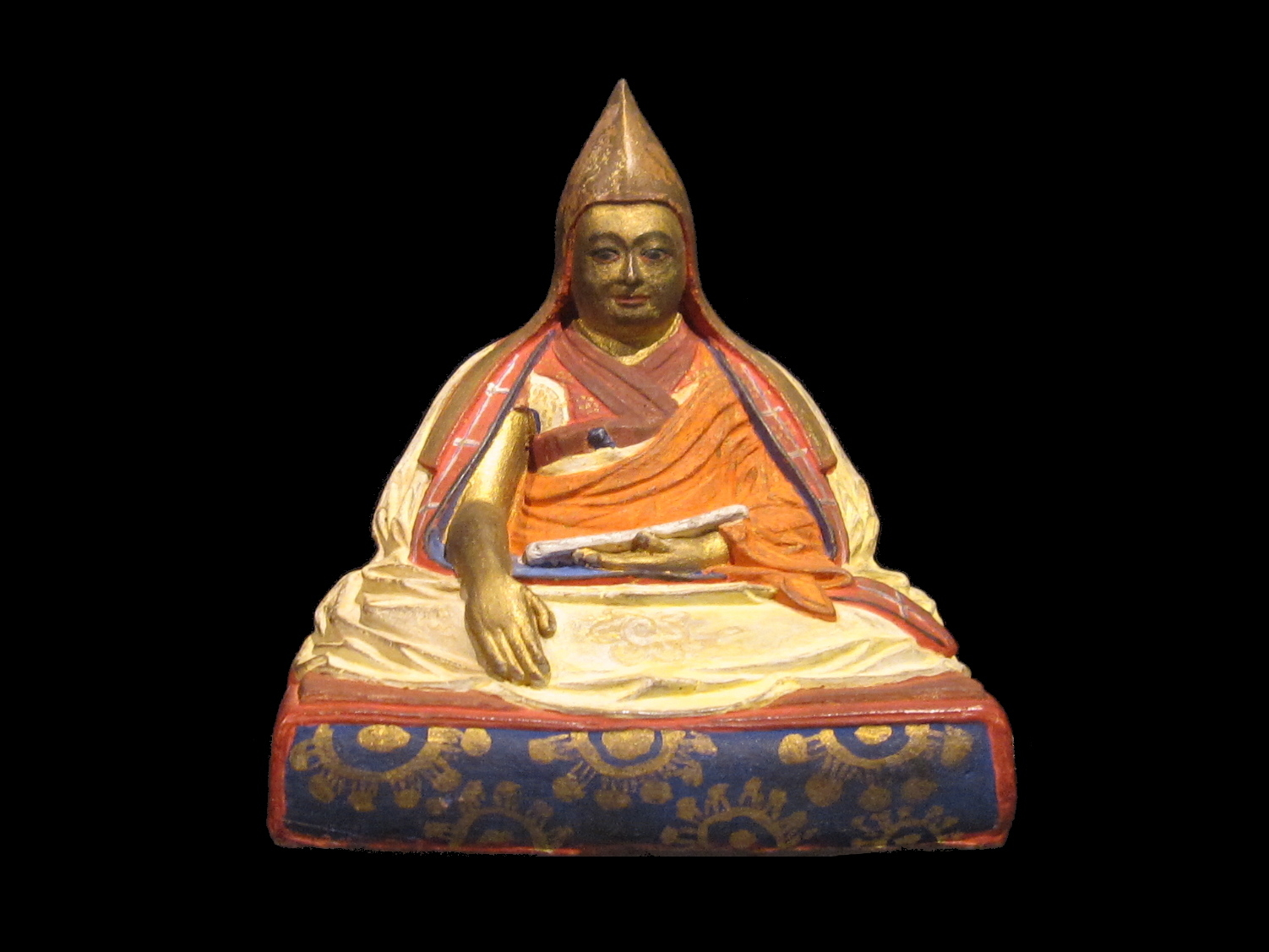
Der 5. Dalai Lama Ngawang Lobsang Gyatsho erhob die Nag-rtsis in den Rang einer von Buddha gelehrten Wissenschaft

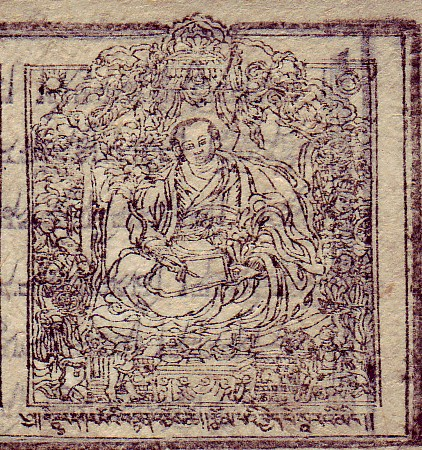
Der Regent Desi Sanggye Gyatsho verfasste ein bis in die Neuzeit maßgebliches Werk über Nag-rtsis

Als einer der großen Lehrer der Nag-rtsis des tibetischen Mittelalters ist der Kyungnag (tib.: khyung nag) ("Schwarzer Garuda") Shakya Dar (tib.: sha kya dar) (ca. 13. Jahrhundert) zu erwähnen, auf dessen Lehrtradition insbesondere das Werk des  Regenten  Desi Sanggye Gyatsho (tib.: sde srid sangs rgyas rgya-mtsho) (1653–1705) beruht.
Bis zum 17. Jahrhundert wurde die Nag-rtsis fast ausnahmslos von den Anhängern der sogenannten alten Schule (Nyingmapa) des tibetischen Buddhismus und den Anhängern der Bön-Religion praktiziert. Die Geistlichen der sogenannten „neuen Schulen des tibetischen Buddhismus“ (Sarma) ignorierten die Nag-rtsis nahezu vollständig, weil sie ihrer Ansicht nach im Kern unbuddhistisch war.
Die große Verbreitung und Beliebtheit der Lehren und Praktiken der Nag-rtsis in der breiten, einfachen Bevölkerung Tibets war letztendlich der Hauptgrund dafür, dass der 5. Dalai Lama  (1617–1685) und sein Regent Desi Sanggye Gyatsho die Nag-rtsis als ein Weg zur Erlangung der Buddhaschaft anerkannten. Der größte Teil des als „Weißer Beryll“ (Sanskrit/tibetisch: Vaiḍūrya dkar po) bekannten Werkes des Regenten Desi Sanggye Gyatsho ist der Nag-rtsis gewidmet.
In der Folge hiervon war die Nag-rtsis innerhalb der Gelugpa-Schule voll anerkannt.
Dies galt danach auch für die anderen Schulen des tibetischen Buddhismus. So war der bekannte osttibetische Enzyklopädist Jamgön Kongtrül Lodrö Thaye (tib.: ´jam mgon kong-sprul blo-gros mtha'-yas) (1813–1899) ein ausgezeichneter Kenner der Nag-rtsis, über deren Inhalt er auch einige Publikationen vorlegte.

## Wesentliche Inhalte
Die Hauptthemenbereiche von Nag-rtsis-Abhandlungen ab dem 17. Jahrhundert sind die folgenden:
1. (keg-rtsis) Kalkulationen zur Zukunftsvorhersage über Unglücke, die einem Menschen im Laufe eines Jahres widerfahren können.
2. (tshe-rtsis) Kalkulationen zur Zukunftsvorhersage über den Verlauf des ganzen Lebens eines Menschen.
3. (bag-rtsis) Kalkulationen zur Eheschließung. Das wichtigste Thema ist hier die Frage, ob die zur Eheschließung ausgewählten Personen überhaupt heiraten dürfen.
4. (nad-rtsis) Kalkulationen zur Zukunftsvorhersage von Krankheiten und zur Ermittlung der Ursachen von Krankheiten.
5. (gshin-rtsis) Kalkulationen zum Tod eines Menschen. Dies beinhaltet die Ermittlung der Todesursachen und die Vorhersage über die Wiedergeburt im nächsten Leben.
6. (byes-'gro'i rtsis) Reisekalkulationen. Dies sind Vorhersagen darüber, ob man eine Reise überhaupt unternehmen sollte, und welche Gefahren einem auf dem Reiseweg begegnen.

## Verwandte Disziplinen
Mit der Nag-rtsis verbunden waren die Tibetische Geomantie, die primär aus China stammt, aber auch bedeutende indische Elemente enthält, und die ebenfalls zu einem wichtigen Teil auf chinesische Ritualpraktiken zurückgehenden gTo-Rituale. Letztere wurden zumeist zur Abwehr von Unheil praktiziert, welches durch die Kalkulationen der Nag-rtsis vorhergesagt worden war.
Die gTo-Rituale galten bis ins 19. Jahrhundert als geheim, weil sie Praktiken enthielten, die in ihren Auswirkungen mit der buddhistischen Lehre völlig unvereinbar waren. Insofern gilt es als spektakulär, dass der osttibetische Gelehrte Mi-pham rNam-rgyal und der Enzyklopädist Kong-sprul Blo-gros mtha'-yas ausgiebig über diese Ritualpraktiken publizierten.

## Philosophische Bewertung
Grundgedanke der Nag-rtsis die Vorstellung, dass nicht nur die physische Welt aus diesen wechselseitig in dynamischen Beziehungen stehenden fünf Elementen besteht, sondern auch die Zeit aus diesen Elementen gleichsam aufgebaut ist. Zeit ist hiernach nicht ein in abstrakte Maßeinheiten aufgeteiltes unpersönliches Kontinuum, sondern eine Beziehungsgeflecht von Elementen der Vergangenheit, Gegenwart und Zukunft, die in ihrem Zusammentreffen als Gegenwart maßgeblich das In der Welt Sein des Einzelnen und seine Beziehungen zu anderen Menschen beeinflussen. Anders gesprochen fügt so die Elementenlehre die physikalische und die belebte Welt mit der Zeit zu einem das Dasein determinierenden Ganzen zusammen.